# Art bin

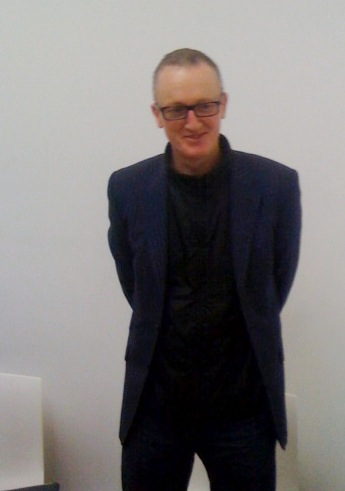
El artista inglés Michael Landy en la South London Gallery en enero de 2010.

Art bin (expresión inglesa traducible como arte del cubo de basura o el cubo de basura del arte) es el nombre de una iniciativa artística de Michael Landy para la South London Gallery (en el sitio de la galería todavía se encuentra la publicación de la exposición del 2010), convertida en un contenedor de 600 metros cúbicos que se irá llenando progresivamente de obras de arte (seleccionadas por Landy) que se destinan necesariamente a su destrucción, pues al término de la exposición serán arrojadas junto a la basura en un vertedero municipal, como monumento al fracaso creativo y como reflexión sobre la misma naturaleza del arte contemporáneo (en el basurero no hay jerarquías... nada es lo suficientemente bueno como para que no tenga cabida allí), aunque sus efectos propagandísticos son también obvios. Entre las obras de arte que se incluyen las hay de artistas de alto reconocimiento y cotización en el mercado de arte, como Damien Hirst, Tracey Emin y 
Peter Blake.
Las expresiones inglesas trash art o junk art, o la española "arte basura", suelen aplicarse al género artístico conocido como ready-made, found art u objet trouvé (en español "objeto encontrado" o arte encontrado).